# شرکت سرمایه‌گذاری ملی ایران
شرکت سرمایه‌گذاری ملی ایران (سرنام: سما) یک شرکت سرمایه‌گذاری ایرانی است. این شرکت که سهامی عام بوده و سهامش در بورس اوراق بهادار تهران با نماد «ونیکی» معامله می‌شود، اولین شرکت بورسی ایران محسوب می‌شود و کد بورس «شرک۰۰۰۰۱» به آن تعلق دارد.
شرکت سرمایه‌گذاری ملی ایران در سال ۱۳۵۴ با سرمایه‌ای ۱۵۰ میلیون دلاری به دستور محمدرضا پهلوی تأسیس شد و در زمان انقلاب ۱۳۵۷، مالکان آن ۴ بانک و ۲ بیمه بودند که همگی توسط شورای انقلاب ملی اعلام شده بودند.
این شرکت سهامدار عمده و مدیریتی ده‌ها شرکت بزرگ ایرانی است، که از آن جمله می‌توان به ایران خودرو، نفت پارس، داروپخش و ایران تایر اشاره کرد.
ترکیب سهامداران عمده این شرکت در حال حاضر،بانک تجارت (۳۲٪)، صندوق بازنشستگی کارکنان بانک‌ها (۲۹٪)، بانک مرکزی ایران (۱۴٫۴٪) بانک ملی ایران (۴٫۲٪) و شرکت سرمایه‌گذاری ایرانیان (۱٫۲٪) بودند.